# Botswana ai Giochi olimpici
Il Botswana ha partecipato ai Giochi olimpici estivi a partire da Mosca 1980 e ha conquistato la prima medaglia a Londra 2012, dove Nigel Amos ha vinto la medaglia d'argento negli 800 metri. A Parigi 2024, Letsile Tebogo conquista la prima medaglia d'oro per il Botswana nei 200 metri. Nessun atleta del Botswana ha mai preso parte ad un'edizione dei Giochi olimpici invernali.
Il Comitato Olimpico Nazionale Botswano, creato nel 1978, venne riconosciuto dal CIO nel 1980.

## Medaglieri

### Medaglie alle Olimpiadi estive
| Giochi              | Oro | Argento | Bronzo | Totale |
| ------------------- | --- | ------- | ------ | ------ |
| 1980 Mosca          | 0   | 0       | 0      | 0      |
| 1984 Los Angeles    | 0   | 0       | 0      | 0      |
| 1988 Seoul          | 0   | 0       | 0      | 0      |
| 1992 Barcellona     | 0   | 0       | 0      | 0      |
| 1996 Atlanta        | 0   | 0       | 0      | 0      |
| 2000 Sydney         | 0   | 0       | 0      | 0      |
| 2004 Atene          | 0   | 0       | 0      | 0      |
| 2008 Pechino        | 0   | 0       | 0      | 0      |
| 2012 Londra         | 0   | 1       | 0      | 1      |
| 2016 Rio de Janeiro | 0   | 0       | 0      | 0      |
| 2020 Tokyo          | 0   | 0       | 1      | 1      |
| 2024 Parigi         | 1   | 1       | 0      | 2      |
| Totale              | 1   | 2       | 1      | 4      |

### Medagliati
| Medaglia | Atleta                                                               | Edizione    | Sport    | Evento                         |
| -------- | -------------------------------------------------------------------- | ----------- | -------- | ------------------------------ |
| Argento  | Nijel Amos                                                           | Londra 2012 | Atletica | 800 m                          |
| Bronzo   | Isaac Makwala Bayapo Ndori Zibane Ngozi Anthony Pasela Leungo Scotch | Tokyo 2020  | Atletica | Staffetta 4×400 metri maschile |
| Oro      | Letsile Tebogo                                                       | 2024 Parigi | Atletica | 200 metri piani maschili       |
| Argento  | Letsile Tebogo Isaac Makwala Leungo Scotch Bayapo Ndori              | 2024 Parigi | Atletica | Staffetta 4×400 metri maschile |